# Héðinsfjörður
Héðinsfjörður – fiord w północnej Islandii, w północnej części półwyspu Tröllaskagi. Ma około 6 km długości i około 3 km szerokości u wejścia do fiordu. Do zatoki uchodzi niewielka rzeka Héðinsfjarðará, tworząca tuż przed ujściem jezioro Héðinsfjarðararvatn. Fiord otaczają szczyty górskie sięgające 850–900 m n.p.m. Przez masywy górskie górujące nad fiordem przebite zostały dwa tunele nazwane Héðinsfjarðargöng, otwarte w 2010 r. łączące miejscowości Siglufjörður i Ólafsfjörður. Nad fiordem brak jest większych osad. Niezamieszkany fiord jest celem wędrówek górskich z miasta Siglufjörður.
29 maja 1947 na zboczu jednej z gór nad fiordem Héðinsfjörður rozbił się samolot islandzkich linii lotniczych Flugfélag Íslands. Katastrofa, w której zginęło 25 osób, to najbardziej tragiczny wypadek lotniczy w historii Islandii.